# TaDuc
Olivier Ta, dit TaDuc, né le 5 mars 1962 au Perreux-sur-Marne, est un auteur français de bandes dessinées.

## Biographie
Français d'origine vietnamienne, Olivier TaDuc est né au Perreux-sur-Marne le 5 mars 1962. Il découvre la bande dessinée dès son jeune âge grâce à des séries classiques telles qu'Astérix, Lucky Luke et Tintin. Après avoir obtenu un baccalauréat scientifique et exploré brièvement la médecine en raison d'obligations familiales, il se consacre entièrement au dessin et à la bande dessinée. Il fréquente une faculté d'arts plastiques pendant quelques mois mais cette expérience ne répond pas pleinement à ses attentes en matière d'apprentissage de la bande dessinée. En 1986, il rejoint le journal Triolo des Éditions Fleurus où il publie, avec le scénariste Dieter, une série de bandes dessinées jeunesse intitulée La forêt de Nouhaud.
Fin des années 80, il partage un atelier, avec les auteurs de bande dessinée Thierry Robin et Pierre-Yves Gabrion.
En 1991, il lance, avec Dieter, sa première série d'albums, Sark, chez Glénat, qui conte les aventures de Lise de Sark, jeune veuve qui cherche à venger la mort de son amant, Louis Mandrin, célèbre contrebandier dans la France du début du XVIIIe siècle.
Il entame en 1994 une nouvelle collaboration avec Serge Le Tendre, scénariste renommé de La Quête de l'oiseau du temps, en reprenant le dessin des Voyages de Takuan (Delcourt) à partir du tome 3. Cette bande dessinée historique se déroule à la fin du XVe siècle met en scène un trio de mercenaires dont Takuan moine bouddhiste inspiré par Takuan Sōhō.
Toujours avec Serge Le Tendre, il débute en 1997 chez Les Humanoïdes associés puis Dupuis, la série western Chinaman, l'histoire dans la seconde moitié du XIXe siècle, d'un Chinois, John Chinaman, parcourant les plaines de l'Ouest américain après avoir quitté la Chine. 9 tomes seront publiés sur une période de 10 ans.
En 2008, à l'initiative de Nicolas Barral, il aborde un registre plus léger et humoristique avec la série Mon pépé est un fantôme,.
Le tandem TaDuc-Le Tendre se retrouve en 2013 pour une série d'aventures dans une Chine médiévale fantastique avec Griffe Blanche
.
En 2017, Dargaud et le scénariste Luc Brunschwig lui proposent de participer à la série XIII Mystery. Ils publient ensemble le tome 11 intitulé Jonathan Fly.
En 2021, il publie Le réveil du tigre,,, un one-shot relatant les ultimes exploits de Chinaman. En octobre 2021, il reçoit le prix Albert-Uderzo du meilleur dessin, pour Le réveil du tigre
En octobre 2023, il travaille sur une mini-série dérivée de XIII, la trilogie Jones,.

## Publications
- Sark, scénario de Dieter, Glénat

1. L'Entaille, 1990
2. Camisards, 1991

- Les Voyages de Takuan (chez Delcourt), reprise de la série à partir du tome 3 sur un scénario de Serge Le Tendre

1. Les Fous de Dieu - dessins d'Emiliano Simeoni, 1991
2. Le Livre de sang - dessins d'Emiliano Siméoni, 1991
3. La Voix de l'ours, 1994
4. La Source noire, 1995
5. La Mère des douleurs, 1996

- Chinaman sur un scénario de Serge Le Tendre, 4 premiers tomes édités par Les Humanoïdes Associés puis réédités par Dupuis qui publie également les tomes suivants

1. La Montagne d'or, 1997 et 2001
2. À armes égales, 1998 et 2001
3. Pour Rose, 1999 et 2001
4. Les Mangeurs de rouille, 2000 et 2001
5. Entre deux rives, 2001
6. Frères de sang, 2002
7. Affrontements à Blue Hill, 2004
8. Les Pendus, 2006
9. Tucano, 2007
10. Le Réveil du Tigre, 2021.

- Mon pépé est un fantôme sur un scénario de Nicolas Barral, Dupuis
  - Saison 1 [16],[17] (2008)
  - Saison 2 [18],[19] (2009)
  - Saison 3 [20] (2010)
  - Saison corse[21],[22] (2011)

- Griffe blanche, sur un scénario de Serge Le Tendre, Dargaud

1. L'Œuf du dragon roi[23], 2013
2. La Révolte du peuple singe, 2014
3. La Voie du sabre, 2015

- XIII Mystery, tome 11 - Jonathan Fly [24], scénario de Luc Brunschwig, 2017
- XIII Trilogy Jones, tome 1 "Azur noir", scénario de Yann, octobre 2023
- XIII Trilogy Jones, tome 2 "Rouge Alcatraz" , scénario de Yann, juin 2024